# Bugatti Gangloff
 (mai 2025).
Pour les articles homonymes, voir Gangloff.
La Bugatti Gangloff est un concept car virtuel du constructeur automobile français Bugatti imaginé en 2013. Son concepteur, Paul Czyżewski, s'est inspiré de la Type 57 SC Atalante Coupe de 1938, qui a été conçue par un carrossier français, Gangloff. Le concept reprend également de nombreux éléments de la Bugatti Veyron,,.